# 초혼 (드라마)
《초혼》은 2010년 11월 12일에 SBS에서 방영된 창사 20주년 기념 특집드라마이다.

## 등장 인물

### 주요 인물
- 박정철 : 이창수 역 (아역 : 강수한 & 서영주)
- 정은별 : 김미봉 역 (아역 : 주혜린)
- 최령 : 윤승재 역

### 이창수의 주변 인물
- 김희영 : 창수 모 역

### 김미봉의 주변 인물
- 안정훈 : 학진 역
- 강경헌 : 학진 처 역

### 남사당패
- 전무송 : 황 노인 역
- 이양희 : 봉팔 역
- 주성환 : 춘태 역
- 정혜진 : 춘태 처 역
- 정준태 : 성환 역
- 박영민 : 종기 역

### 윤승재의 주변 인물
- 고정민 : 승재 처 역
- 김호영 : 윤참봉 역
- 김서정 : 순분 역

### 그 외
- 서호철